# Stazione di Miranda de Ebro
La stazione di Miranda de Ebro (in spagnolo Estación de Miranda de Ebro) è la principale stazione ferroviaria di Miranda de Ebro, Spagna.
Inaugurata nel 1862, si trova al centro del crocevia tra le linee ferroviarie che collegano Madrid a Irun e Hendaye e quella che collega Castejón con Bilbao via Logroño.